# Primera División Nacional de balonmano
La Primera División Nacional de Balonmano es la tercera categoría nacional de balonmano masculino en España, por detrás de la División de Honor Plata, y por delante de la Segunda División Nacional de Balonmano.

## Sistema de competición
Su sistema de competición está basado en la proximidad geográfica, repartiendo los 96 equipos participantes en 6 grupos de 16 equipos cada uno, en los que juegan todos contra todos a doble vuelta, lo que significan 30 partidos a jugar por cada equipo. El ganador de cada partido consigue dos puntos y si se produce un empate cada equipo se lleva un punto. Los dos primeros equipos de cada grupo, al cabo de esas 30 jornadas, consiguen el derecho a participar en la fase de ascenso a la División de Honor Plata, de la que ascienden los tres mejores equipos. Los dos últimos de cada grupo pierden la categoría automáticamente.

## Equipos temporada 2022/2023

### Grupo A
| Com. Aútónoma | Equipo                                      | Provincia              | Ciudad                     | 2022-23 |
| ------------- | ------------------------------------------- | ---------------------- | -------------------------- | ------- |
| Galicia       | Calvo Xiria                                 | La Coruña              | Carballo                   | 13.º    |
| Galicia       | Attica 21 Hotels OAR Coruña                 | La Coruña              | La Coruña                  | 2.º     |
| Galicia       | Lirón S.D. Teucro                           | Pontevedra             | Pontevedra                 | 11.º    |
| Galicia       | Disiclín Balonmán Lalín                     | Pontevedra             | Lalín                      | 3.º     |
| Galicia       | Bueu Atlético Balonmán                      | Pontevedra             | Bueu                       | 12.º    |
| Galicia       | Automanía Luceros                           | Pontevedra             | Cangas de Morrazo          | 9.º     |
| Galicia       | Balonmano Reconquista de Vigo               | Pontevedra             | Vigo                       | 7.º     |
| Galicia       | U.B. Lavadores Vigo                         | Pontevedra             | Vigo                       | 15.º    |
| Galicia       | Saeplast BM. Cañiza                         | Pontevedra             | La Cañiza                  | 14.º    |
| Galicia       | Granitos Ibéricos Carballal Balonmano       | Pontevedra             | Vigo                       | 4.º     |
| Galicia       | Sar Plastic Omnium                          | Pontevedra             | Redondela                  | 16.º    |
| Galicia       | BM. Ribeiro Redosa-Ourense Provincia Termal | Orense                 | Ribadavia                  | 8.º     |
| Canarias      | Balonmano Ingenio                           | Las Palmas             | Ingenio                    | 5.º     |
| Canarias      | Landbit Lanzarote                           | Las Palmas             | Arrecife                   | 1.º     |
| Canarias      | KM13 Gáldar                                 | Las Palmas             | Gáldar                     | 10.º    |
| Canarias      | Balonmano Tejina La Laguna                  | Santa Cruz de Tenerife | San Cristóbal de La Laguna | 6.º     |

### Grupo B
| Com. Aútónoma       | Equipo                                         | Provincia  | Ciudad                  | 2022-23 |
| ------------------- | ---------------------------------------------- | ---------- | ----------------------- | ------- |
| Asturias            | Finetwork Gijón                                | Asturias   | Gijón                   | 4.º     |
| Asturias            | Grupo IMQ                                      | Asturias   | Gijón                   | 13.º    |
| Asturias            | Cafés Toscaf-Atlética                          | Asturias   | Avilés                  | 1.º     |
| Asturias            | Auto-Center Principado Vetusta                 | Asturias   | Oviedo                  | 8.º     |
| Castilla y León     | Club Balonmano Soria                           | Soria      | Soria                   | 2.º     |
| Castilla y León     | Ezequiel 4valles La Robla                      | León       | La Robla                | 9.º     |
| Castilla y León     | Universidad de León Ademar                     | León       | León                    | 7.º     |
| Castilla y León     | Congesa XXI                                    | Salamanca  | Salamanca               | 12.º    |
| Castilla y León     | Leche Mesenor BM. Nava                         | Segovia    | Nava de la Asunción     | 16.º    |
| Castilla y León     | Pizzeria La Nonna - Talleres Fran - CD Balopal | Palencia   | Palencia                | 5.º     |
| Castilla y León     | Foyesal BM. Arroyo                             | Valladolid | Arroyo de la Encomienda | 15.º    |
| Cantabria           | Bathco BM. Torrelavega "B"                     | Cantabria  | Torrelavega             | 6.º     |
| Cantabria           | Lafuente Pereda                                | Cantabria  | Santander               | 10.º    |
| Cantabria           | Arha Hoteles C.B. Santoña                      | Cantabria  | Santoña                 | 3.º     |
| Cantabria           | Camargo Turismo                                | Cantabria  | Camargo                 | 14.º    |
| Comunidad de Madrid | Balonmano Leganés                              | Madrid     | Leganés                 | 11.º    |

### Grupo C
| Com. Aútónoma | Equipo                              | Provincia | Ciudad                      | 2022-23 |
| ------------- | ----------------------------------- | --------- | --------------------------- | ------- |
| País Vasco    | Mecalbe Eibar Eskubaloia            | Guipúzcoa | Éibar                       | 5.º     |
| País Vasco    | Il Capo Hondarribia - Bidasoa "B"   | Guipúzcoa | Fuenterrabía                | 8.º     |
| País Vasco    | Ereintza Aquaplast                  | Guipúzcoa | Rentería                    | 13.º    |
| País Vasco    | Egia - Teila Fabrika                | Guipúzcoa | San Sebastián               | 12.º    |
| País Vasco    | Tolosa C.F. Eskubaloia              | Guipúzcoa | Tolosa                      | 4.º     |
| País Vasco    | Alkorta Forging Group Elgoibar      | Guipúzcoa | Elgóibar                    | 16.º    |
| País Vasco    | Balonmano Barakaldo Indepca XXI     | Vizcaya   | Baracaldo                   | 14.º    |
| País Vasco    | Trapagarán                          | Vizcaya   | Valle de Trápaga            | 7.º     |
| País Vasco    | Club Balonmano Romo Broker Kirol    | Vizcaya   | Guecho                      | 1.º     |
| Navarra       | Helvetia Anaitasuna "B"             | Navarra   | Pamplona                    | 2.º     |
| Navarra       | Lodisna San Antonio                 | Navarra   | Pamplona                    | 15.º    |
| Navarra       | Beti-Onak                           | Navarra   | Villava                     | 10.º    |
| Navarra       | Uharte                              | Navarra   | Huarte                      | 6.º     |
| Aragón        | Balonmano Casademont Zaragoza       | Zaragoza  | Zaragoza                    | 3.º     |
| Aragón        | Balonmano Tarazona                  | Zaragoza  | Tarazona                    | 11.º    |
| Cataluña      | Club Handbol Palautordera - Salicru | Barcelona | Santa María de Palautordera | 9.º     |

### Grupo D
| Com. Aútónoma | Equipo                                   | Provincia | Ciudad                      | 2022-23 |
| ------------- | ---------------------------------------- | --------- | --------------------------- | ------- |
| Cataluña      | Unió Esportiva Sarrià                    | Gerona    | Sarriá de Ter               | 9.º     |
| Cataluña      | Club Handbol Bordils                     | Gerona    | Bordils                     | 10.º    |
| Cataluña      | Handbol Banyoles                         | Gerona    | Bañolas                     | 13.º    |
| Cataluña      | Hapo Joventut Mataró                     | Barcelona | Mataró                      | 15.º    |
| Cataluña      | Finestrelles S.C. Handbol Esplugues      | Barcelona | Esplugas de Llobregat       | 5.º     |
| Cataluña      | Sant Martí Adrianenc                     | Barcelona | San Adrián de Besós         | 11.º    |
| Cataluña      | Handbol Sant Cugat                       | Barcelona | Sant Cugat                  | 2.º     |
| Cataluña      | Handbolterrasa                           | Barcelona | Tarrasa                     | 14.º    |
| Cataluña      | Mubak BM. La Roca                        | Barcelona | La Roca del Vallés          | 3.º     |
| Cataluña      | KH-7 BM. Granollers "B"                  | Barcelona | Granollers                  | 1.º     |
| Cataluña      | Club Handbol Poblenou                    | Barcelona | Pueblo Nuevo                | 16.º    |
| Cataluña      | Handbol Sant Joan Despí A                | Barcelona | San Juan Despí              | 7.º     |
| Cataluña      | C.H. La Salle Montcada                   | Barcelona | Moncada y Reixach           | 6.º     |
| Cataluña      | OAR Gracia Sabadell                      | Barcelona | Sabadell                    | 4.º     |
| Cataluña      | C.H. Sant Esteve Sesrovires              | Barcelona | San Esteban de Sasroviras   | 12.º    |
| Cataluña      | Club Handbol Sant Esteve de Palautordera | Barcelona | San Esteban de Palautordera | 8.º     |

### Grupo E
| Com. Aútónoma        | Equipo                            | Provincia      | Ciudad                 | 2022-23 |
| -------------------- | --------------------------------- | -------------- | ---------------------- | ------- |
| Comunidad Valenciana | Club Deportivo Agustinos Alicante | Alicante       | Alicante               | 1.º     |
| Comunidad Valenciana | BM. Servigroup Benidorm "B"       | Alicante       | Benidorm               | 4.º     |
| Comunidad Valenciana | BM Elda CEE                       | Alicante       | Elda                   | 12.º    |
| Comunidad Valenciana | Club Balonmano Almoradí           | Alicante       | Almoradí               | 14.º    |
| Comunidad Valenciana | C. BM. Mare Nostrum Torrevieja    | Alicante       | Torrevieja             | 10.º    |
| Comunidad Valenciana | Atticgo BM. Elche                 | Alicante       | Elche                  | 9.º     |
| Comunidad Valenciana | Hispanitas BM. Petrer             | Alicante       | Petrel                 | 15.º    |
| Comunidad Valenciana | Levante U.D.BM. Marni             | Valencia       | Valencia               | 11.º    |
| Comunidad Valenciana | Fertiveria Puerto Sagunto "B"     | Valencia       | Puerto Sagunto         | 8.º     |
| Comunidad Valenciana | Monsolar C.B. Maristas Algemesí   | Valencia       | Algemesí               | 3.º     |
| Comunidad Valenciana | Balonmano Mislata                 | Valencia       | Mislata                | 6.º     |
| Islas Baleares       | Mitoura Handbol Mallorca          | Islas Baleares | Marrachí               | 2.º     |
| Murcia               | Ritec BM. Águilas                 | Murcia         | Águilas                | 13.º    |
| Murcia               | F.C. Cartagena C.A.B.             | Murcia         | Cartagena              | 5.º     |
| Cataluña             | Fundació Handbol Sant Vicenç      | Barcelona      | San Vicente dels Horts | 7.º     |
| Cataluña             | C.E. La Salle Bonanova            | Barcelona      | Barcelona              | 16.º    |

### Grupo F
| Com. Aútónoma       | Equipo                                     | Provincia   | Ciudad                     | 2022-23       |
| ------------------- | ------------------------------------------ | ----------- | -------------------------- | ------------- |
| Andalucía           | Cajasur C.BM.                              | Córdoba     | Córdoba                    | 1.º           |
| Andalucía           | Cordoplas BM La Salle                      | Córdoba     | Córdoba                    | 13.º          |
| Andalucía           | ARS Naranjas Palma del Río                 | Córdoba     | Palma del Río              | 4.º           |
| Andalucía           | BM Triana Prointegrada                     | Sevilla     | Sevilla                    | 3.º           |
| Andalucía           | BM. Montequinto Proin Cdad. de Dos Hnas.   | Sevilla     | Dos Hermanas               | 11.º          |
| Andalucía           | One Eden C.BM. San Francisco de Asís Mijas | Málaga      | Mijas                      | 12.º          |
| Andalucía           | BM. Maravillas Benalmádena                 | Málaga      | Benalmádena                | 2° Nac.       |
| Andalucía           | BM. Ciudad de Algeciras                    | Cádiz       | Algeciras                  | 8.º           |
| Castilla-La Mancha  | BM. Alarcos Ciudad Real                    | Ciudad Real | Ciudad Real                | DH Plata      |
| Castilla-La Mancha  | BM. Bolaños                                | Ciudad Real | Bolaños de Calatrava       | 2.º           |
| Castilla-La Mancha  | Topdormitorios.com BM. Pozuelo de Cva.     | Ciudad Real | Pozuelo de Calatrava       | 14.º          |
| Comunidad de Madrid | Grupo Ejido Quental BM. Pinto              | Madrid      | Pinto                      | 9.º           |
| Comunidad de Madrid | SAFA - Madrid                              | Madrid      | Madrid                     | 5.º           |
| Comunidad de Madrid | Segura e Hijos BM. Sanse                   | Madrid      | San Sebastián de los Reyes | 10.º          |
| Comunidad de Madrid | BM. Leganés                                | Madrid      | Leganés                    | 11° (Grupo B) |
| Melilla             | Melilla Sport Capital Balonmano            | Melilla     | Melilla                    | 6.º           |